# Запис крст код цркве (Медвеђа)
Запис крст код цркве (Медвеђа) се налази на парцели чији је власник Општина Медвеђа.

## Локација
| Општина             | Медвеђа                                                                     |
| Катастарска општина | Медвеђа                                                                     |
| Потес               | Дашиновац уз поток                                                          |
| Координате          | 42° 50′ 10″ С; 21° 33′ 48″ И / 42.836199999999998° С; 21.563300000000002° И |
| Надморска висина    | 489m                                                                        |

## Карактеристике
Дендрометријске вредности утврђене на терену и сателитским снимцима:
| Стабло                     | Крст |
| Висина стабла              | m    |
| Обим дебла                 | m    |
| Пречник крошње             | 0m   |
| Пречник дебла              | m    |
| Висина дебла до прве гране | m    |

## База записа
Запис је у оквиру Викимедија пројекта "Запис - Свето дрво" заведен под редним бројем 1191.